# Byung-chol Lee
| 34666 Bohyunsan  | 4 dicembre 2000  |
| 63145 Choemuseon | 4 dicembre 2000  |
| 63156 Yicheon    | 5 dicembre 2000  |
| 72021 Yisunji    | 4 dicembre 2000  |
| 72059 Heojun     | 21 dicembre 2000 |

Byung-chol Lee (...) è un astronomo sudcoreano.
Il Minor Planet Center gli accredita la scoperta di trentasei asteroidi, effettuate tra il 2000 e il 2002, tutti in collaborazione con Young-Beom Jeon.